# Misurata

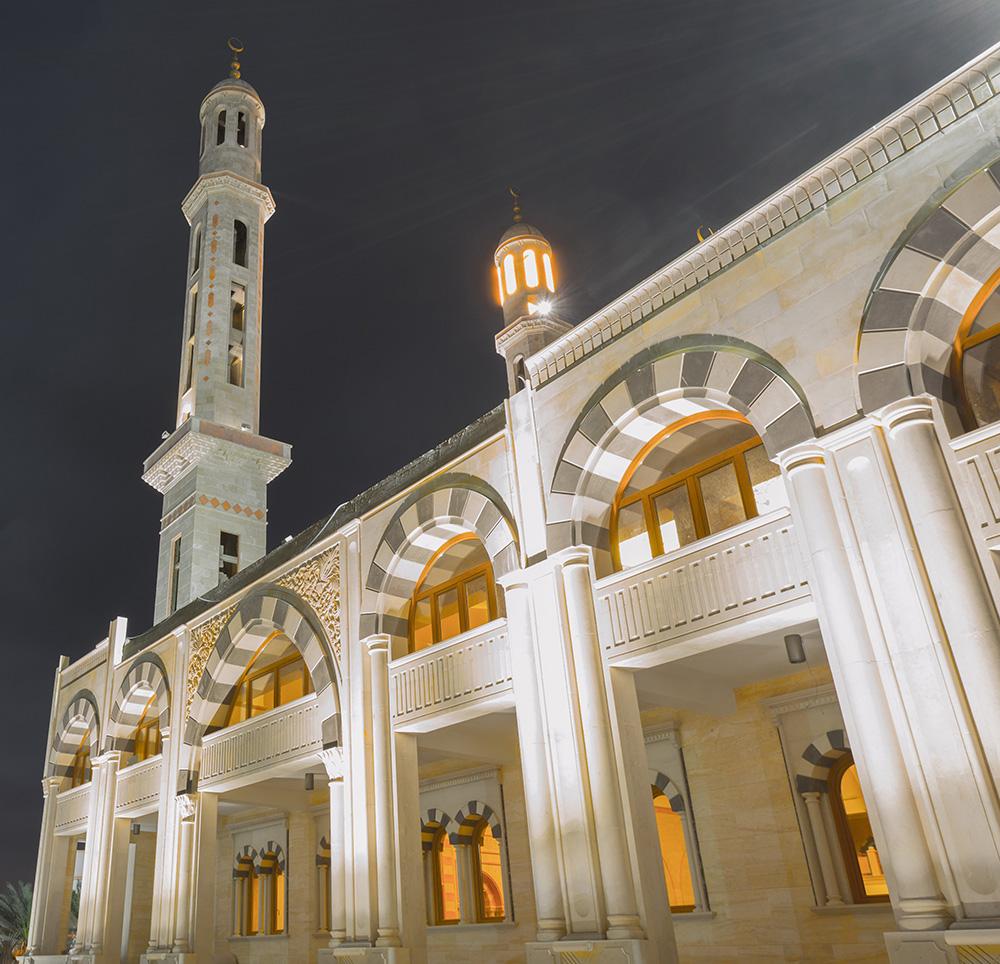
Moscheea Raidat, Misurata, Libia

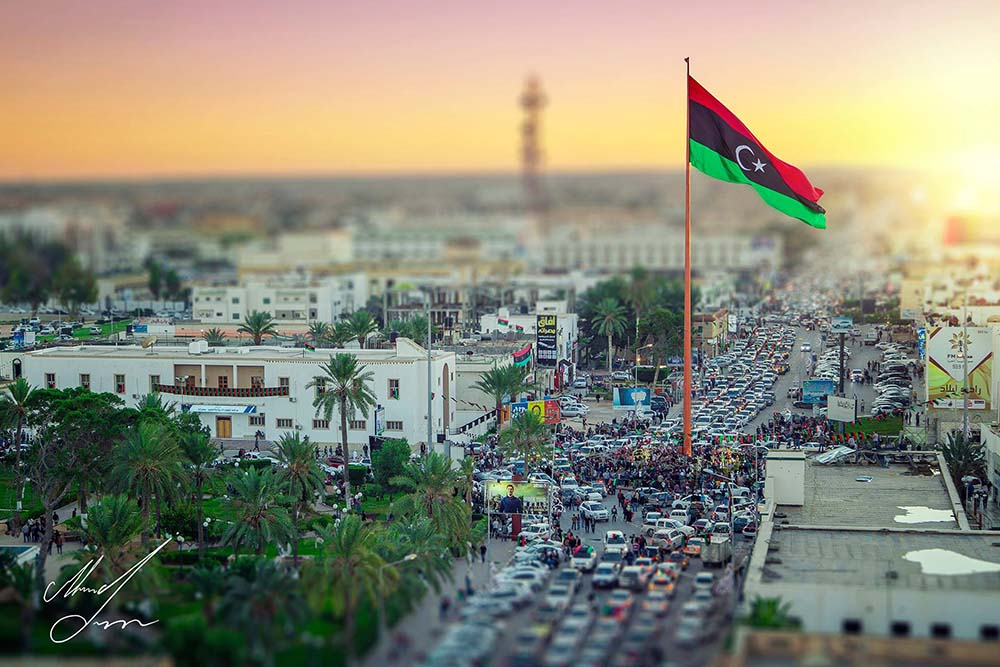
Centrul orașului Misurata

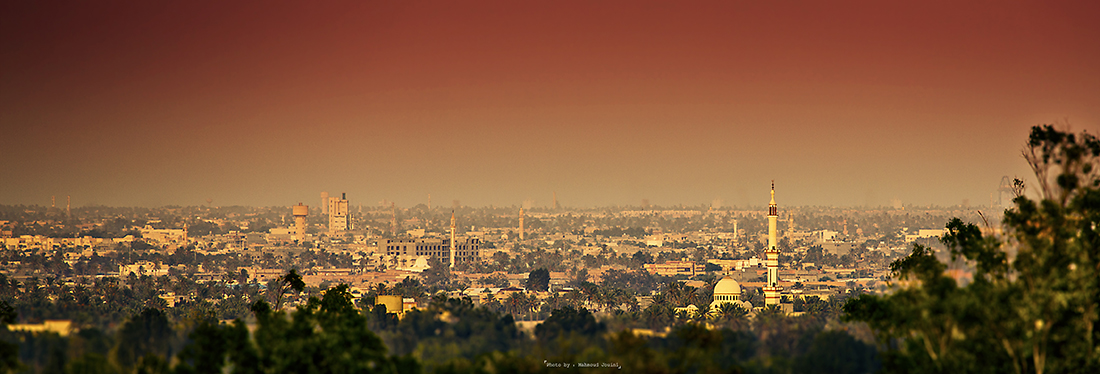
Imagine panoramică a orașului Misurata

Misurata (în arabă مصراتة, transliterat: Miṣrāta; cunoscută și sub forma italiană ca Misurata) este un oraș situat în Libia, în nord-vest, în  Districtul Misurata, la aproximativ 187 km (116 mi) est de Tripoli și pe coasta  Mării Mediterane, în apropiere de Capul Misurata. Cu o populație de aproximativ 881.000 de locuitori (2024), este al treilea oraș ca mărime din Libia, după Tripoli și Benghazi. Orașul este capitala districtului cu același nume și este considerat centrul economic și comercial al țării. Portul orașului este situat la Qasr Ahmad.

## Etimologie
Numele „Misurata” derivă din tribul Misurata, o ramură a confederației berbere Hawwara, care în Antichitate și în perioada islamică timpurie locuia în zona de coastă a regiunii Tripolitania.
Conform unor surse antice, cum ar fi Strabon și Ptolemeu, localitatea era cunoscută și sub denumiri grecești precum „Cephalae Promentorium” sau „Thubactis”, și era un important punct comercial fondate de fenicieni acum peste 3000 de ani. Numele „Misurata” a fost asociat ulterior cu semnificația de „navigatori”, în legătură cu originea tribală a populației locale.